# Ordżonikidziegrad (stacja kolejowa)
Ordżonikidziegrad (ros. Орджоникидзеград) – stacja kolejowa w miejscowości Briańsk, w obwodzie briańskim, w Rosji. Położona jest na linii Briańsk – Smoleńsk.

## Historia
Stacja powstała w XIX w. na drodze żelaznej orłowsko-witebskiej pomiędzy stacjami Briańsk Orłowski i Sielco. W przeszłości nosiła nazwy Bieżyca (ros. Бе́жица) oraz Bołwa (ros. Болва). Współczesna nazwa pochodzi z czasów stalinowskich od ówczesnej nazwy miasta, w której była położona.

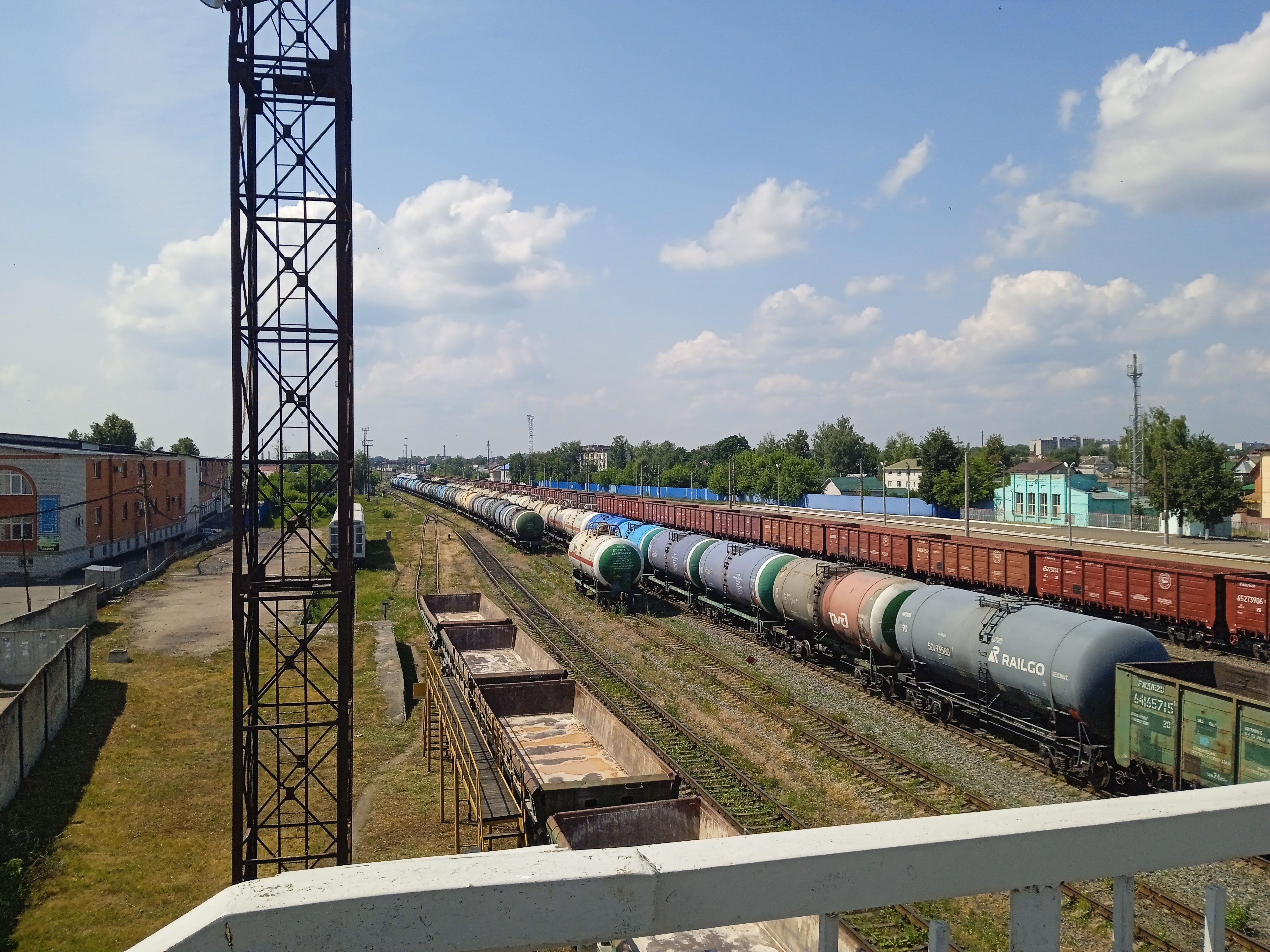
część towarowa; widok w stronę Smoleńska